# بيل بورويل
بيل بورويل (بالإنجليزية: Bill Burwell)‏ هو لاعب كرة قاعدة أمريكي، ولد في 27 مارس 1895 في Jarbalo, Kansas ‏ في الولايات المتحدة، وتوفي في 11 يونيو 1973 في أورموند بيتش في الولايات المتحدة.

## وصلات خارجية
- بيل بورويل على موقعبيزبول رفرنس.كوم (الدوري الرئيسي) (الإنجليزية)
- بيل بورويل على موقعبيزبول رفرنس.كوم (الدوري الثانوي) (الإنجليزية)